# Marthe
Marthe ist ein weiblicher, seltener auch männlicher Vorname und ein Familienname.

## Herkunft und Bedeutung
Der Vorname Marthe ist eine Variante des Vornamens Martha – weitergehende Informationen siehe dort. Mitunter führt auch die Zusammensetzung der abgekürzten Vornamen Maria und Therese zum Namen Marthe.

## Namensträgerinnen

### Marthe
- Marthe Alperine (1897–1980), russische Anarchistin, unter dem Pseudonym Mollie Steimer bekannt
- Marthe Bibesco (1886–1973), französische Schriftstellerin
- Marthe Bigot (1878–1962), französische Politikerin und Feministin
- Marthe Brandès (1862–1930), französische Schauspielerin
- Marthe Bray (1884–1949), französische Feministin
- Marthe Cnockaert (1892–1966), belgische Spionin und Schriftstellerin
- Marthe Cohn (1920–2025), französische Autorin und ehemalige Spionin
- Marthe Condat (1886–1939), französische Ärztin
- Marthe Lola Deutschmann (* 1991), deutsche Schauspielerin
- Marthe Donas (1885–1967), belgische Malerin
- Marthe Ernst-Schwarzenbach (1900–1967), Schweizer Botanikerin und Hochschullehrerin
- Marthe Renate Fischer (1851–1925), deutsche Schriftstellerin
- Marthe Gautier (1925–2022), französische Kinderärztin mit dem Spezialgebiet Kardio-Pädiatrie
- Marthe Gosteli (1917–2017), Schweizer Frauenrechtlerin
- Marthe Hanau (1886–1935), französische Anlagebetrügerin
- Marthe Keller (* 1945), Schweizer Schauspielerin
- Marthe Koala (* 1994), burkinische Leichtathletin (Siebenkampf, Hürdenlauf und Weitsprung)
- Marthe Kråkstad Johansen (* 1999), norwegische Biathletin
- Marthe Kristoffersen (* 1989), norwegische Skilangläuferin
- Marthe Lambert (* 1936), französische Weitspringerin, Hürdenläuferin und Fünfkämpferin
- Marthe Laurens (1886–1957), französische Künstlerin (Malerei und Keramik)
- Marthe Massin (1860–1931), belgische Malerin
- Marthe Mercadier (1928–2021), französische Schauspielerin
- Marthe de Noaillat (1865–1926), französische Katholikin, Aszetikerin und Vortragsrednerin
- Marthe Orant (1874–1957), französische Malerin des Post-Impressionismus
- Marthe Richard (1889–1982), französische Prostituierte, Pilotin und Spionin
- Marthe Robin (1902–1981), französische Mystikerin
- Marthe de Roucoulle (1659–1741), Gouvernante am preußischen Hof
- Marthe Louise Vogt (1903–2003), deutsche Pharmakologin
- Marthe Wéry (1930–2005), belgische bildende Künstlerin

### Marte
- Marte Brill (1894–1969), deutsch-brasilianische Schriftstellerin und Journalistin
- Marte Eberson (* 1987), norwegische Fusionmusikerin (Keyboards, Komposition)
- Marte Elden (* 1986), norwegische Skilangläuferin
- Marte Harell (1907–1996), österreichische Schauspielerin
- Marte Huke (* 1974), norwegische Lyrikerin
- Marte Monsen (* 2000), norwegische Skirennläuferin
- Marte Mjøs Persen (* 1975), norwegische Politikerin
- Marte Olsbu Røiseland (* 1990), norwegische Biathletin
- Marte Skaanes (* 1996), norwegische Skilangläuferin
- Marte Smistad (* 1992), norwegische Handballspielerin
- Marte Sørø (* 1980), norwegische Fußballschiedsrichterin
- Marte Stokstad (* 1978), norwegische Moderatorin

## Namensträger
- Marthe Andersson († 2003), schwedischer Orientierungsläufer
- Marthe Camille Bachasson de Montalivet (1801–1880), französischer Staatsmann

## Kunstfiguren
- Marthe und ihre Uhr, Erzählung von Theodor Storm
- Marthe Rull, Mutter Eves in Kleists Der zerbrochne Krug
- Marthe Schwerdtlein, Nachbarin Gretchens in Goethes Faust

## Familienname Marthe
- Linley Marthe (* 1972), mauritischer Jazzbassist
- Scévole (I.) de Sainte-Marthe (1536–1623), französischer Schriftsteller in französischer und neulateinischer Sprache

## Familienname Marthé
- Daouda Marthé (* 1959), nigrischer Politiker